# Erik Håker
Erik Håker, né le 4 mars 1952 à Oppdal, est un skieur alpin norvégien.

## Biographie
En 1972, il remporte sa première victoire en Coupe du monde au slalom géant de Val d'Isère, devenant le premier Norvégien à gagner dans cette compétition. Cette année, il prend la cinquième place de la descente des Jeux olympiques de Sapporo, son meilleur résultat en trois participations aux Jeux (1972, 1976 et 1980) et chute lors du slalom géant alors qu'il est en tête après la première manche.
En 1975, où il est cinquième de la Coupe du monde, il réalise sa meilleure saison, avec six podiums, dont une victoire et son seul podium en combiné.
Après trois autres victoires en slalom géant, il remporte sa cinquième et ultime victoire en Coupe du monde sur la descente de Val Gardena en 1978. Il continue sa carrière internationale jusqu'en 1980, où il compte trois podiums a son actif.
En 1979, il reçoit la Médaille Holmenkollen.

## Palmarès

### Jeux olympiques
| Épreuve / Édition   | Descente | Slalom géant | Slalom  | Combiné |
| ------------------- | -------- | ------------ | ------- | ------- |
| JO 1972 Sapporo     | 5e       | Abandon      | Abandon | —       |
| JO 1976 Innsbruck   | 25e      | Abandon      | 26e     | —       |
| JO 1980 Lake Placid | 17e      | —            | -       |         |

### Coupe du monde
- Meilleur classement général : 5e en 1975.
- 20 podiums, dont 5 victoires : 1 descente et 4 slaloms géants.

#### Bilan par saison
- Coupe du monde 1970 :
  - Classement général : 85e
- Coupe du monde 1972 :
  - Classement général : 12e
  - 2 victoires en géant : Val-d'Isère et Banff
- Coupe du monde 1973 :
  - Classement général : 13e
  - 1 victoire en géant : Naeba
- Coupe du monde 1974 :
  - Classement général : 30e
- Coupe du monde 1975 :
  - Classement général : 5e
  - 1 victoire en géant : Fulpmes
- Coupe du monde 1976 :
  - Classement général : 23e
- Coupe du monde 1977 :
  - Classement général : 39e
- Coupe du monde 1978 :
  - Classement général : 18e
- Coupe du monde 1979 :
  - Classement général : 38e
  - 1 victoire en descente : Val Gardena II
- Coupe du monde 1980 :
  - Classement général : 20e

## Arlberg-Kandahar
- Meilleur résultat : 3e place dans le combiné 1975 à Megève/Chamonix.